# Castelo Bánffy
O Castelo Bánffy, também chamado Castelo de Bonțida (em romeno: Castelul Bánffy; em húngaro: Bánffy-kastély ou Bonchida kastély), é um monumento situado em Bonțida, uma aldeia vizinha de Cluj-Napoca, na região histórica da Transilvânia, Roménia. O edifício apresenta características de vários estilos arquitetónicos, desde o renascentista até ao neogótico, passando pelo barroco e neoclássico. Desde a sua construção que é propriedade da família húngara Bánffy.

## História
Em 1387, a propriedade de Bonțida passou para a família Bánffy de Losonc (Lučenec), quando Sigismundo do Luxemburgo o doou a Dénes, filho de Tamás Losonci. O castelo atual foi precedido por um solar, cuja história remonta aos séculos XV e XVI. Depois de 1640, a propriedade foi herdada por Dénes Bánffy II (1638–1674), governador dos condados de Doboka e Kolozs e conselheiro e cunhado do príncipe da Transilvânia Miguel Abaffi. Dénes mandou fortificar o edifício inicial entre 1668 e 1674, rodeando-o de muralhas de cortina que formavam um perímetros retangular, reforçado nos cantos com torres circulares massivas. O castelo era acessível através duma casa da guarda com sete andares de altura situada no lado oriental da fortificação. Após a morte Dénes, as obras foram continuadas pelo seus sucessor György Bánffy III.
O conjunto renascentista esteve envolvido na Guerra de Independência de Rákóczi, entre 1704 e 1711, o que levou a que tivesse que ser restaurado no início do século XVIII. Nesse século, a propriedade foi herdada por Dénes Bánffy IV que, após algum tempo passado na corte vienense da imperatriz Maria Teresa, voltou a casa e começou a reconstruir o castelo em estilo barroco austríaco. Entre 1747 e 1751 foi construída uma cour d'honneur em forma de U na ala oriental do edifício renascentista, a qual continha uma escola de equitação, um estábulo, as salas dos coches e alojamentos dos serviçais. Uma adição importante de Dénes Bánffy IV foram os jardins, junto ao rio Someș (em húngaro: Szamos), com passeios, estátuas e fontes. Na arte barroca, a residência e o meio ambiente eram interdependentes e influenciavam-se mutuamente. Baseado nesse conceito, os jardins com 70 ha foram desenhados pelo arquiteto Johann Christian Erras, que transpôs para aquele espaço formas dominadas por uma geometria estrita. O escultor Johann Nachtigall realizou estátuas grandiosas inspiradas pelo poeta clássico Ovídio.
József Bánffy decidiu mandar demolir a torre do portão na década de 1820, unindo o pátio renascentista com o pátio barroco. O material da torre foi usada pra construir um moinho de água para os aldeões de Bonțida. Na década de 1850, a ala ocidental foi modificada sob a direção do arquiteto Anton Kagerbauer (1814–1872). Os jardins foram então redesenhados segundo o modelo romântico inglês. Em 1944, o castelo foi transformado num hospital de campanha. Tropas alemãs devastaram o castelo, destruindo ou fazendo desaparecer a mobília, as pinturas e a biblioteca. em retaliação das atitudes políticas do seu dono, o conde Miklós Bánffy, que tinha iniciado negociações entre os governos da Hungria e da Roménia para romperem a aliança com a Alemanha nazi.
Durante o período comunista, o edifício foi usado como escola de condução, cooperativa agrícola e hospital infantil. Em 1963, o castelo foi usado como cenário do filme Pădurea spânzuraților, dirigido por Liviu Ciulei. O filme incluía uma curta cena com um fogo, pelo que os cenógrafos acabaram por incendiar um dos edifícios causando imensos estragos. Em 1990 foi declarado monumento histórico.

## Restauro e centro de formação
Devido ao seu estado ruinoso, em 1999 o castelo foi incluído na lista dos 100 sítios mais ameaçados do World Monuments Watch, por iniciativa do Transylvania Trust. No mesmo ano, foi assinado um acordo bilateral entre a Roménia e a Hungria para obras de restauro e de reabilitação. Nos anos seguintes cerca de dois terços do telhado do edifício principal foram reconstruídos, a expensas do governo romeno. Em 2003, o Transylvania Trust assinou com as autoridades um acordo de longo prazo sobre o castelo, o qual foi renegociado com Katalin Bánffy, a quem entretanto tinha sido devolvida a propriedade por um período de 49 anos.
Em 2001 foi implementado um programa de formação profissional em conservação e reabilitação, no âmbito do qual foram restaurados alguns edifícios. Em 2005 foi aberto no castelo um centro de formação profissional onde se ensinam métodos tradicionais de construção para reparação e manutenção de edifícios históricos. Em 2008, esse centro ganhou o prémio Europa Nostra de património cultural para educação, formação e consciencialização.

## Castelos e palácios homónimos
Além do castelo-palácio de Bonțida, há pelo menos seis castelos ou palácios chamados Bánffy, quatro deles no distrito de Cluj:
- em Răscruci, uma aldeia da comuna de Bonțida;
- em Borșa;
- em Luncani, comuna de Luna
- em Cluj-Napoca.

Os outros castelos Bánffy encontram-se em Sâncrai, no distrito de Alba; e em Gheja, no distrito de Mureș.